# Carex scolopendriformis
Carex scolopendriformis är en halvgräsart som beskrevs av Fa Tsuan Wang, Tang och Pei Chun Qiong Li. Carex scolopendriformis ingår i släktet starrar, och familjen halvgräs. Inga underarter finns listade i Catalogue of Life.